# L'Enquête (roman)
 (mars 2020).
Si vous disposez d'ouvrages ou d'articles de référence ou si vous connaissez des sites web de qualité traitant du thème abordé ici, merci de compléter l'article en donnant les références utiles à sa vérifiabilité et en les liant à la section « Notes et références ».
Pour les articles homonymes, voir Enquête.
L'Enquête, est un roman écrit par Philippe Claudel et publié le 15 septembre 2010 aux éditions Stock. Paru par la suite chez deux autres éditeurs, il est récompensé par le Prix des libraires de Nancy – Le Point.
Qualifié par certains de fable kafkaïenne, de roman fantastique ou encore d'anticipation, cet ouvrage soulève, par un style et une écriture déroutants, des questions de société et une réflexion sur le monde du travail en entreprise tel qu'on le connait depuis le début du XXIe siècle.

## Résumé
L'Enquêteur est envoyé dans une ville qu'il ne connaît pas pour tirer au clair une série de suicides ayant eu lieu dans le cadre de l'Entreprise, une compagnie tentaculaire qui représente l'essentiel des activités de la ville et semble tout contrôler.
Dès son arrivée en ville, l'Enquêteur se trouve confronté à un environnement presque surnaturel, où rien ne se passe jamais comme prévu : la ville tout entière avec ses habitants semble obéir à une mécanique propre et complètement illogique. Mieux encore, l'Entreprise est gardée comme une forteresse et l’Enquêteur peine à obtenir les informations qu'il est venu chercher.
Enfermé dans un univers absurde, sans noms et sans visages, où chacun n'est plus défini que par la fonction qu'il occupe, l'enquête de routine s'annonce beaucoup plus compliquée de prévue.

## Problématique

### Contexte et intentions de l'auteur
L'Enquête, parue en 2010, a été en partie inspirée à l'auteur par l'affaire France Télécom, ou "crise des suicides" survenue entre 2008 et 2009 : 19 suicides, 12 tentatives et 8 dépressions. « Le point de départ a été l'affaire des suicides de France Télécom » explique Philippe Claudel au journal La Tribune. « Je voulais décrire ce système où les hommes sont interchangeables,où seules les fonctions comptent et où les pressions sont très fortes. » ajoute-t-il.
Ayant été interpellé par le suicide d'un camarade de classe lorsqu'il était jeune , puis par les suicides collectifs au fait de certaines sectes au Japon, Philippe Claudel s'interrogeait bien avant l'écriture de l'Enquête. L'affaire France Télécom réoriente alors un projet de roman qu'il avait déjà envisagé. Avec l'Enquête et à travers ses personnages sans noms désignés par leur fonction, il remet en cause une société où les actionnaires dirigent l'économie sans que les ouvriers et employés, ni même parfois les patrons eux-mêmes, ne les connaissent . Il pointe du doigt un système dans lequel l'identité passe par la catégorie socioprofessionnelle « il y a la catégorie globale du chômeur, du retraité, etc. On nomme beaucoup par la fonction. Et quand on n'a plus cette fonction on n'est plus rien. » (Philippe Claudel à La Nouvelle République, 2010) . Il explique également avoir été dérangé par le fait que dans l'affaire France Télécom, les victimes ont été désignées comme « les suicidés », encore une fois rangés dans une catégorie. 
Au delà de la question très kafkaïenne de la place des entreprises dans la société et de la « crise des suicides », Philippe Claudel s'attaque à l'argent et à la société de consommation. Il s'appuie sur la crise des subprimes, survenue en 2008, pour souligner un manque « d'éthique »et une demande croissante de transparence.
Son but, à travers l'Enquête, n'est pas faire plaisir au lecteur mais de le faire réfléchir, de « soulever des tapis » (Philippe Claudel à La Nouvelle République, 2010).

### Eléments d'analyse

#### Cadre théâtral
L'Enquête est un roman sans toponyme ni date, l'action se déroule presque à huis clos entre les locaux de l'entreprise et l'hôtel dans lequel loge l'Enquêteur . Cette absence d'informations et l'enfermement dans un cadre restreint agit comme un décor de théâtre . Les personnages sont désignés par la fonction qu'ils occupent (l'Enquêteur, le Gardien, le Fondateur etc) et rien n'est dit de leurs histoires respectives, ils ne semblent être que les acteurs d'une pièce, incarnant un rôle sans fond et sans réalité.
Ce cadre déroutant a pour effet de rendre l'histoire intemporelle, elle pourrait s’adresser à tout le monde et exister à n'importe quelle date. Elle concerne l'Humanité et les sociétés dans leur ensemble.

#### La place de l'environnement
On note que la verdure et la végétation n'ont pas de place dans les descriptions de l'auteur. Il est partout question de murs et de béton, de production manufacturée de masse. Les rares évocations de la nature présentent sa dégradation :
« collines entières  couvertes – vallées encombrées – lacs chargés – failles géologiques rebouchées à grands pelletées – sans compter des fleuves charriant des millions d’hectolitres d’huile de vidange – des milliers de tonnes de seringues usagées » (L’Enquête, Philippe Claudel, 2010). 
L'Enquête soulève la question encore d'actualité de la pollution de l'environnement et de l'utilisation des ressources naturelles à des fins de production de masse.

#### La place de l'individu
Personnages sans noms et sans histoires, les protagonistes de l'Enquête ne sont pas des individus : leur identité est conditionnée à leur rôle vis à vis de l'entreprise, leur vie est en fait le temps de leur emploi,  d'où sans doute une difficulté d'identification pour le lecteur . Ils sont donc tous interchangeables, ce sont eux-mêmes des marchandises :
« Les cadences imposées sont telles que les Transporteurs chargent les containers alors même que des hommes y travaillent encore » 
« L’homme est de nos jours une quantité négligeable, une espèce secondaire douée pour le désastre » 

« Ces créatures ne durent jamais très longtemps » (Philippe Claudel, L'Enquête, 2010)
Au dernier chapitre du roman, l'Enquêteur, après avoir patienté dans une salle d'attente (qui est en fait dans un conteneur) dans l'espoir de rencontrer le Directeur, se retrouve transféré dans une "décharge à ciel ouvert". Il parvient à s'extirper du conteneur pour s'apercevoir que la décharge en est remplie, et dans certains, des voix appellent au secours. Les deux citations ci dessus sont les explications de l'Ombre, personnage énigmatique, seul occupant des lieux . Pour l'Entreprise, les employés ne sont pas des humains, ce sont des choses, des valeurs périssables dont on peut se débarrasser sans même s'en apercevoir.

#### L'Entreprise
Entité déifiée par la majuscule au début du mot, l'Entreprise est véritablement omniprésente. Tout dans la ville obéit à son contrôle, elle voit tout (le premier chapitre du livre fait mention de nombreuses caméras de surveillance), mais il est très difficile de voir ce qu'il se passe à l’intérieur (il faut remplir une « Autorisation Exceptionnelle » pour passer les grilles et les murs qui entourent l'entreprise).Un vrai manque de transparence.
Métaphore de la délocalisation ou de l'importance que joue l'économie dans la société , l'Entreprise de Claudel s'étale, « Elle a besoin de nouveaux locaux, mais elle s’en débarrasse tout aussi vite » (Philippe Claudel, L'Enquête, 2010) nous dit l'Ombre.
La fin du roman peut être analysée comme une critique du licenciement, l'Enquêteur attend dans la salle d'attente du bureau du Directeur mais se fait transférer sans même l'avoir rencontré. Dans la décharge, les voix qui sortent des conteneurs fermés pourraient être celles des renvoyés comme celles des Suicidés, dans un cas comme dans l'autre ils finissent seuls et coupés du monde. L'Ombre est un balayeur, on peut y voir la métaphore du licenciement (du balai !), ou un autre travailleur mis au placard, à moins que ce ne soit une créature surnaturelle.

#### Une quête
« L'Enquête est aussi une quête. Un parcours à tâtons dans un univers hostile, où les héros cherchent à grand-peine une vérité qui leur échappe » (Raphaëlle Rérolle, Le Monde, 2010)

## Genre littéraire
Roman d'anticipation, fable kafkaïenne, absurde, fantastique, comique ? Les propositions de la critique sont nombreuses et, bien que publié en tant que simple roman, l'ouvrage tient effectivement de plusieurs genres littéraires.

### Fable Kafkaïenne
Fable, tout d'abord, parce que l'oeuvre n'est pas une fiction pour le simple plaisir de l'évasion. Avec l'Enquête on ne s'évade pas du tout. L'histoire de l'Enquêteur, bien que purement fictive, ramène au monde réel et pousse à la réflexion sur les problématiques nouvelles portées par la société de consommation industrialisée . Comme Jean de La Fontaine critiquait la royauté à travers les animaux de ses fables, Philippe Claudel questionne le pouvoir économique à travers les personnages sans nom de son roman . Toutefois, à la différence de la fable, il faut noter que l'Enquête ne propose aucune morale claire. Même le discours final de « l'Ombre » (qui apparaît pour la première fois au dernier chapitre et sur lequel aucune explication n'est donnée) reste flou. Le lecteur est laissé à sa réflexion sans que l'auteur ne vienne fournir la solution.
Kafkaïenne, ensuite, parce que l'univers de l'Enquête tient du cauchemardesque et ne laisse aucune place à l'individu. Le style d'écriture est obscur, vaguement angoissant, à la limite du fantastique tant toute l'action parait absurde . Les personnages, sans nom et sans histoire, réduits à leur fonction  et insaisissables, portent très peu à l'identification. Les événements se succèdent sans fil conducteur apparent et sans apporter d'éléments de compréhension. Le personnage principal lui-même semble se débattre dans un labyrinthe inextricable, L'Enquête qu'il mène n'aboutit d'ailleurs jamais et se fond dans un problème bien plus compliqué encore : comprendre l'Entreprise qui gouverne toute la ville, y entrer, et y échapper.

### Roman D'anticipation
C'est le cas pour plusieurs autres des romans de Philippe Claudel : L'Enquête est un roman sans date ni lieu. Impossible donc de savoir si l'action se déroule dans le passé, le présent ou le futur. Si l'évocation de certaines technologies (telles qu'ordinateurs ou téléphones) laisse penser que l'époque ne doit pas être trop éloignée de la nôtre, il n'est cependant pas possible de la dater précisément. L'hypothèse d'un roman d'anticipation n'est donc pas à exclure, certaines critiques voudront voir dans ce roman un avertissement, un aperçu de ce que risque la société si les entreprises et les marchés prennent trop de pouvoir. Car dans l'Enquête, il s'agit de la perte totale de contrôle et d'identité des personnages au profit de l'Entreprise.

### Dimension tragique
L'Enquête répond également à certains codes de la tragédie classique. En effet l'échec de l'Enquêteur est annoncé dès le début du roman. L'action s'ouvre sur une nuit pluvieuse, l'Enquêteur est malade dès le début du livre, il n'est pas plutôt descendu de son train que les soucis s'enchaînent (valise qui tombe et s'ouvre sur le trottoir, incapacité à trouver un hôtel ouvert ...). L'Entreprise, élevée au statut d'entité divine par la majuscule au début du mot, semble être le dieu qui mène l'Enquêteur à sa perte.  Pour enquêter sur une série de suicides il se rend directement dans l'Entreprise responsable du problème, et l'on comprend très vite qu'il sera broyé à son tour.
Au dernier chapitre du roman - alors que l'Enquêteur parvient à se libérer d'un conteneur dans lequel il était enfermé, pour s'apercevoir qu'il est dans un désert jonché d'autres conteneurs - l'Ombre lui annonce « vous ne jouissez que d’un bref sursis. Vous finirez comme les autres ». On comprend alors que son échec était inévitable et qu'il n'a fait que rejoindre les mystérieux suicidés dont il a suivi les traces.
L'usage des titres des personnages commencés par une majuscule à la place de noms, suggère une pièce de théâtre ou les personnages ne seraient que des acteurs de leur propre rôle, mais qui ne maîtriseraient pas du tout le scénario.

### Dimension Comique
Cependant, l'auteur n'a pas pensé son roman comme une dystopie apocalyptique et pessimiste.
L'absurdité totale de la succession des événements et l'incompréhension ébahie de l'Enquêteur devant une ville au fonctionnement aberrant finit par en devenir comique. Les mésaventures de l'Enquêteur, plutôt anodines au début du roman, s'apparentent à un certain comique de situation et de répétition qu'on pourrait presque qualifier de grotesque.

L'auteur le confesse lui-même dans une interview par Mariella Esvant :
« J'ai posé un microscope, avec tout ce que ça peut avoir de déformant. Les situations que rencontre l'enquêteur, isolément, sont tout à fait réalistes : ne pas réussir à joindre un correspondant au téléphone, un distributeur qui fonctionne mal, arriver dans une chambre toute petite avec une grande salle de bain... Ce qui devient fantastique, c'est qu'il n'arrête pas d'être confronté à des situations comme ça. Il y avait aussi une intention comique : j'ai beaucoup ri en écrivant ! »

## Critiques
- Parues sur l'édition Le livre de Poche :

« Grâce à ce petit livre subtil, Philippe Claudel nous montre à quel point la fiction peut saisir le réel. Fascinant ».
- François Busnel, L’Express
« Récit d’une longue marche vers le néant, interrogation sur le sens de la vie et cri d’alarme, cette « Enquête » bien  menée fascine, où Philippe Claudel se situe du côté de Kafka et d’Aldous Huxley. »

- Marie-Françoise Leclère, Le Point
- Parues dans la presse :

« Le lecteur [...] ne peut s'empêcher d'être « absorbé » à son tour par cette fable où il repère, ici et là, les principes obscurs d'un monde qu'il connaît bien - le sien. »- Raphaëlle Rérolle, le Monde des livres

## Éditions
- L'Enquête, Paris, Stock, coll. La Bleue, 2010, 278 pages  (ISBN 2234065151)[1].
- L'Enquête, À vue d'œil, 2011, coll. 16/17  (ISBN 2846666121)[15].
- L'Enquête, Paris, Le Livre de poche, 2012, 288 pages[1].

## Récompenses
- Prix des libraires de Nancy – Le Point, 2010[16]